# Мацестинский виадук

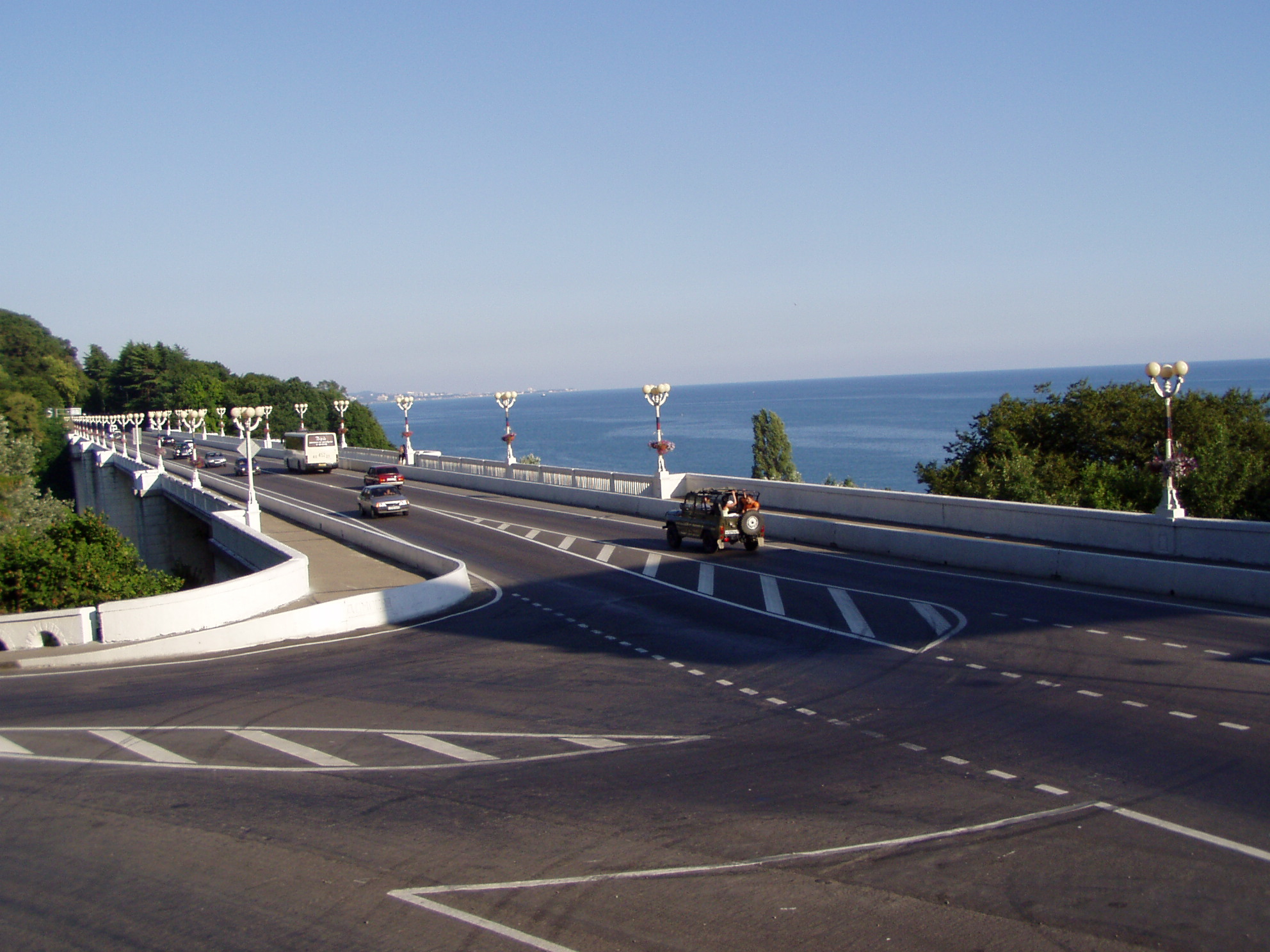
Мацестинский виадук

Маце́стинский виаду́к — автодорожный мост в Хостинском районе города Сочи Краснодарского края России. Расположен на федеральной трассе А147 Джубга-Адлер (Курортный проспект) над долиной реки Мацеста. Имеет арочную конструкцию.
Сооружён в 1938 по проекту академика архитектуры В. А. Щуко, В. Г. Гельфрейха и А. Ф. Хрякова, при участии А. П. Великанова, З. О. Брод. Мост пятипролётный, железобетонный. Его длина 411 м, ширина 18 м, высота 31 м.
Сооружён в 1936—1937 годах.